# Wong Fei-hung
Wong Fei-hung (黃飛鴻, Huang Feihong in Pinyin; Guangdong, 9 luglio 1847 – Guangzhou, 25 marzo 1924) è stato un medico e artista marziale cinese di grande popolarità.

## Biografia
È considerato uno dei padri delle moderne arti marziali, e soprattutto dello stile dell'Hung Gar. Deve la sua fama, quasi leggendaria, al fatto che ha speso la sua vita a curare e a difendere i deboli e gli oppressi. Non esistono foto su di lui, quelle reperibili sul web concernono il suo quarto figlio Wong Hon Hei e sono state erroneamente attribuite a lui. Suo padre, Wong Kay-ying, anch'egli apprezzato medico e maestro di arti marziali, fonda una famosa clinica medica chiamata "Po Chi Lam" (寶芝林), dove Wong Fei-hung cresce assistendo il padre. Impara la medicina tradizionale cinese e molti valori come la generosità e la compassione: il padre cura sempre i pazienti indipendentemente dal fatto che questi possano pagare. Dapprima il padre di Wong è riluttante ad insegnare l'Hung Gar al figlio, ma ci pensa il suo maestro, Luk Ah-choi, ad insegnare le basi dello stile a Wong.
Appena ventenne Wong si è già fatto un nome come medico ed artista marziale prodigioso. In più, divenendo maestro di Hung Gar, crea una combinazione di colpi che viene oggi conosciuta come Sup Ying Kuen ("Pugno delle dieci forme"), che consiste in un insieme di tecniche prese da almeno dieci stili diversi. Wong è abile anche con molte armi, specialmente con l'asta lunga e l'artiglio della tigre del sud. Usa queste sue abilità per difendere i poveri e gli indifesi, venendo ricordato come una delle Tigri di Canton. Il figlio di Wong Fei-hung, Wong Hawn-sum, segue le orme del padre nella difesa degli oppressi. Sfortunatamente viene ucciso nel 1890 dalla banda Dai Fin Yee. Dopo questa tragedia, Wong Fei-hung decide di non insegnare più le arti marziali ai rimanenti nove figli, per proteggerli dalle bande criminali. Tra i più celebri discepoli di Wong che continuarono la tradizione dell'Hung Gar possiamo ricordare: Lam Sai-wing e Tang Fong.

## La serie cinematografica
La figura di Wong è divenuta quella di un eroe popolare anche grazie alla grande quantità di film che sono stati girati su di lui. Tra il 1949 e il 1980 sono stati prodotti novantanove titoli interpretati da Kwan Tak-hing, mentre nei sei film della serie Once Upon a Time in China hanno vestito i panni del personaggio alternativamente Jet Li e Vincent Zhao. Jackie Chan interpreta Wong Fei-hung in Drunken Master e The Legend of Drunken Master. Nel 2014 è uscito Rise of the Legend, film d'azione diretto da Roy Chow e che prova a ripercorrere la vita di Wong.